# Aphis horii
Aphis horii är en insektsart som beskrevs av Takahashi, R. 1923. Aphis horii ingår i släktet Aphis och familjen långrörsbladlöss. Inga underarter finns listade i Catalogue of Life.